# Tour des Flandres des indépendants
Ne doit pas être confondu avec Tour de Belgique indépendants ou Tour des Flandres.
Le Tour des Flandres des indépendants est une course cycliste belge, 
disputée de 1922 à 1965, par des coureurs ayant le statut de coureur indépendant,.

## Palmarès
| Année     | Vainqueur             | Deuxième                 | Troisième              |
| --------- | --------------------- | ------------------------ | ---------------------- |
| 1922      | Maurice Van Hyfte     |                          |                        |
| 1923      | Gérard Debaets        | Raymond Decorte          | Achille Vermandel      |
| 1924      | Hector Martin         | Léon Parmentier (nl)     | Charles Mondelaers     |
| 1925      | Lode Eelen            | Gustaaf Van Slembrouck   | Julien Vuylsteke       |
| 1926      | Pé Verhaegen          | Lode Muller              | Antoine Lox            |
| 1927      | Joseph Demuysere      | Frans Bonduel            | Aimé Deravet           |
| 1928      | Ernest Mottard        | Albert Herman            | Maurice Seynaeve       |
| 1929      | Gustaaf Hombroeckx    | August Meuleman          | Marcel Houyoux         |
| 1930      | Alfons Schepers       | René Verzin              | Georges Mathys         |
| 1931      | Constant Van Impe     | Romain Ghesquiere        | Jules Pyncket          |
| 1932      | Gustaaf Deloor        | Joseph Vanderhaegen      | Richard Noterman       |
| 1933      | Edgard De Caluwé      | Robert Monty             | Aimé Lievens           |
| 1934      | André Defoort         | Kamiel Vermassen         | Cyrille Van den Berghe |
| 1935      | Marcel Kint           | Theo Bury                | Romain D'Hoey          |
| 1936      | Marcel Van Houtte     | Marcel Goossens          | René Walschot          |
| 1937      | August Joseph Croes   | Arthur Vandebinderie     | Albert Ritserveldt     |
| 1938      | Jozef Torfs           | Max Harmand              | Leopold Verschueren    |
| 1939      | Albert Fonteyne       | Frans Matthys            | Louis Van Espenhout    |
| 1940-1941 | Pas organisé          | Pas organisé             | Pas organisé           |
| 1942      | Adolf Verschueren     |                          |                        |
| 1943-1944 | Pas organisé          | Pas organisé             | Pas organisé           |
| 1945      | Louis Verbesselt      | René Dieraert            | Jozef Peeters          |
| 1946      | Achiel Schepens       | Raymond De Smedt         | Lucien Mathys (nl)     |
| 1947      | Omer Tack             | Basiel Wambeke           | Guillaume Cappelmans   |
| 1948      | Jérôme Renier         | Nestor Vanoosthuysse     | Frans Mommaerts        |
| 1949      | Jan Storms            | Jozef De Feyter          | Isidoor De Ryck (nl)   |
| 1950      | Maurice Minne         | Pierre Verhaegen         | Julien Plovie          |
| 1951      | Maurice Minne         | Jozef Schils             | Gentiel Vermeersch     |
| 1952      | Jan De Valck (it)     | Leon Van Daele           | René De Walsche        |
| 1953      | Fred De Bruyne        | Martin Van Geneugden     | Jean Van Belle         |
| 1954      | Lucien De Munster     | Jean Vliegen             | Roger Molenaers        |
| 1955      | Willy Truye           | Norbert De Cocker        | Gustaaf Huyskens       |
| 1956      | Roger Joseph          | Noël Foré                | Michel Van Aerde       |
| 1957      | Maurice Meuleman      | Jules Van Ryssel         | Gilbert Saelens        |
| 1958      | Arthur Decabooter     | Frans Aerenhouts         | Eddy Pauwels           |
| 1959      | Emile Daems           | Frans Dewitte            | Valère Paulissen (de)  |
| 1960      | Richard Everaerts     | René Vanderveken (it)    | Marcel Bostoen         |
| 1961      | Huub Zilverberg       | Robert Vandecaveye       | Robert Seneca          |
| 1962      | Alfons Hellemans      | Jan Janssen              | Julien Gekière         |
| 1963      | August Verhaegen (de) | Bernard Van De Kerckhove | Roland Aper            |
| 1964      | Jos Haeseldonckx      | Guido Reybrouck          | Jozef Huysmans         |
| 1965      | Roger Swerts          | Joseph Spruyt            | Herman Vrancken (nl)   |